# 丸井政亜
丸井 政亜（まるい せいあ、1851年2月23日（嘉永4年1月23日） - 1934年（昭和9年）1月19日）は、大日本帝国陸軍軍人。最終階級は陸軍少将。位階および勲等、功級は正四位・勲二等・功三級。

## 経歴
紀州藩士丸井善朗の長男として紀伊国（現和歌山県）に生まれ、1872年（明治5年）家督を相続する。同年1月、陸軍歩兵中尉に任官する。以来累進し、金州半島兵站司令官として日清戦争に出征したのち、歩兵第5連隊長、台湾守備歩兵第3連隊長を経て、1897年（明治30年）10月、大佐に進んだ。ついで歩兵第30連隊長、歩兵第27連隊長、歩兵第1連隊長を経て、1903年（明治36年）1月、陸軍少将に進級と同時に歩兵第20旅団長に補され日露戦争に出征。大孤山に上陸し、柝木城、海城を攻略。のち第4軍隷下として遼陽、沙河会戦を戦った。奉天会戦直前の1906年（明治39年）2月、後備歩兵第16旅団長に転じ、同年7月に歩兵第25旅団長となった。1909年（明治42年）1月、休職し、同年12月、後備役に編入した。昭和9年1月19日卒去。墓所は麻布の長谷寺。

## 親族
- 娘婿：池尾芳蔵（長女八重子夫、日本発送電総裁）[4]
- 娘婿：大塚惟明（二女和歌子夫、南海鉄道社長、大阪市議会議員）[5]